# Lasek (powiat gostyniński)
Lasek – wieś sołecka w Polsce położona w województwie mazowieckim, w powiecie gostynińskim, w gminie Sanniki.
W latach 1954–1957 wieś należała i była siedzibą władz gromady Lasek, po jej zniesieniu w gromadzie Sanniki. W latach 1975–1998 miejscowość należała administracyjnie do województwa płockiego.